# بونغ كالو
بونغ كالو (18 يناير 1997 ببورت فيلا في فانواتو - ) هو لاعب كرة قدم فانواتي في مركز الدفاع. لعب مع نادي تافيا ‏.

## وصلات خارجية
- بونغ كالو على موقع قاعدة بيانات كرة القدم.إي يو (الإنجليزية)
- بونغ كالو على موقع ناشيونال فوتبول تيمز (الإنجليزية)
- بونغ كالو على موقع Soccerway.com (الإنجليزية)